# Lotaringija
Lotaringija je bila frankovsko kraljestvo v zahodni Evropi, ki je obstajalo v devetem stoletju. Pripadalo je Lotarju II., kralju Lotaringije od leta 855 do 869. To področje je dobil od svojega očeta Lotarja I.. Ime prihaja iz latinščine za Lotharii Regnum in pomeni Lotarjevo kraljestvo.
Cesar Svetega rimskega cesarstva Lotar I. je razdelil leta 855 svoje ozemlje svojim trem sinovom. Eden je dobil Italijo, drugi Provanso, a Lotar II. Lotaringijo. Po smrti Lotarja II. sta si leta 870 kraljestvo razdelila Karel Plešasti in Ludvik Nemški v skladu s Sporazumom iz Mersena.
Lotaringija je obsegala naslednje današnje dežele:
- Holandijo
- Belgijo
- Luksemburg
- Severno Porenje - Vestfalijo
- Porenje - Pfalško
- Saarland
- Loreno
- Alzacijo

Kraljestvo Lotaringija je preživelo samo v francoski izvedbi Lorene. Henrik I. Nemški je uspel del razdeljenega ozemlja ponovno združiti pod nemško krono.
Njegov sin in naslednik Oton I. Veliki je predal Lotaringijo svojemu bratu kölnskemu nadškofu Brunu I.. Ta je leta 959 to ozemlje razdelil na dve vojvodstvi: Zgornjo in Spodnjo Lotaringijo. Zgornja Lotaringija je obstajala do leta 1776 in bila predmet tisočletnega spora med Francijo in Nemčijo. Spodnja Lotaringija je razpadla že v 12. stoletju na dele, ki so se osamosvojili: Brabant, Limburg, Gelders in mnoge druge.